# James Wuest
 (août 2019).
Si vous disposez d'ouvrages ou d'articles de référence ou si vous connaissez des sites web de qualité traitant du thème abordé ici, merci de compléter l'article en donnant les références utiles à sa vérifiabilité et en les liant à la section « Notes et références ».
James D. Wuest est un professeur et chimiste québécois né en 1948 à Cincinnati en Ohio aux États-Unis. 
Il a étudié la chimie et les mathématiques à l'Université Cornell (summa cum laude en 1969). Il a fait ses études supérieures à l'Université Harvard en chimie organique (Ph.D. 1973) et a travaillé avec le récipiendaire du prix Nobel de chimie, Robert B. Woodward. 

## Distinctions
- 1988 : Prix Merck Sharp & Dohme de la Société canadienne de chimie
- 1992 : Bourse Killam
- 1992 : Médaille Rutherford de la Société royale du Canada
- 1996 : Fellow de la Société royale du Canada
- 1999 : Prix Alfred-Bader  de la Société canadienne de chimie
- 1999 : Guggenheim Fellowship
- 2005 : Prix Arthur C. Cope de la Société américaine de chimie
- 2008 : Prix Urgel-Archambault remis par l'Acfas[1]